# Marian Sieradzan-Sobolewski
Marian Sieradzan-Sobolewski (ur. 24 marca 1921 w Morawcach, zm. 26 stycznia 1990) – polski działacz partyjny i państwowy, z wykształcenia prawnik i inżynier chemik, podsekretarz stanu w Ministerstwie Przemysłu Lekkiego (1968–1977).

## Życiorys
Syn Antoniego i Apolonii. W 1935 ukończył szkołę powszechną w Krośniewicach, później także studia prawnicze na Uniwersytet Łódzkim (1951) i inżynierię chemiczną ze specjalnością w technologii włókien sztucznych na Politechnika Łódzkiej (1957). W czasie wojny pracował jako robotnik sezonowy przy niemieckich kolejach, cieśla w przedsiębiorstwie budowlanym „E. Kantor” w Krośniewicach oraz robotnik w Zakładach Wyrobów Drzewnych „Zeh-Sehlief Co.” w Łodzi. Pomiędzy 1939 a 1942 działał w Tajnej Organizacji Wojskowej i Związku Walki Zbrojnej. Zajmował stanowisko dyrektora Zakładów Wyrobów Drzewnych w Łodzi (1945–1946), dyrektora technicznego Zjednoczenia Przemysłu Artykułów i Tkanin Technicznych w Łodzi (1946–1949), wicedyrektora Centralnego Zarządu Przemysłu Gumowego i Tworzyw Sztucznych w Łodzi (1949–1953) oraz dyrektora Zjednoczenia Przemysłu Włókien Sztucznych w Łodzi (1954–1968).
W 1945 wstąpił do Polskiej Partii Robotniczej, następnie wraz nią wszedł w skład Polskiej Zjednoczonej Partii Robotniczej. Od lipca 1968 do września 1977 był podsekretarzem stanu w Ministerstwie Przemysłu Lekkiego.

## Odznaczenia
W 1949 odznaczony Złotym Krzyżem Zasługi.